# شهرستان فوتابا، فوکوشیما

شهرستان فوتابا (انگلیسی: Futaba District, Fukushima) یکی از شهرستان‌های ژاپن است که در استان فوکوشیما در ژاپن واقع شده‌است.